# Суд і Розправа
«Суд і Розправа» — визначна пам'ятка права України 18 століття, складена бунчуковим товаришем Ф. Чуйкевичем — результат його приватної кодифікації (1750—1758); повна назва: «Суд і Розправа в правах Малоросійських широко на різних місцях показана, а тут в єдиний короткий і ясний ексцерпт, для припинення гіркої в судах тяганини зібрана, для корисного вжитку малоросіянами списана від Різдва Христового 1750 18 жовтня».

## Зміст
Збірка «Суд і Розправа» присвячена судовому цивільному процесові й судоустроєві та частково земельному й родинному праву; одночасно вона є джерелом історії правничої думки Гетьманщини. Постала на ґрунті політичних (відновлення Гетьманства) та соціально-економічних (оформлення старшини в прошарок землевласників) змін, вона ставила собі завдання обґрунтувати потребу зміни судоустрою, що виник по 1648, і повернути давній, на основі Литовського Статуту, що залишався головним джерелом права Гетьманщини. Присвячена гетьманові К. Розумовському, «Суд і Розправа» пропонувала відновити так звані статутові суди і цим відокремити судівництво від загальної адміністрації, обороняла незалежність судів Гетьманщини й доводила, що втручання російського уряду в судові справи України є «не згідне з правами малоросійськими» і що «від Суду Генерального апеляція нікуди вже йти не повинна».
Праця Чуйкевича мала великий вплив на судову реформу Гетьманщини 1760–63, зокрема на зміну устрою і судочинства Генерального Суду, за зразком Трибуналу Великого Князівства Литовського (1760) й на введення статутових судів (1763).
«Суд і Розправа» складається з таких частин:
1. Про докази;
2. Про рочки і роки;
3. Про процес;
4. Про апеляції;
5. Про виконання судових рішень;
6. Про посаг, віно і привінок.

Ці частини були виготовлені до 1750 й 1752; пізніші доповнення:
1. Про апеляції за Статутом (1754),
2. Про давність земську (1755),
3. Про суд польовий, підкоморський, тобто межовий (не раніше 1758).

Хоч «Суд і Розправа» була приватна збірка діючого права, нею користувалися в судах; в актах судових розправ зустрічаються посилання на неї, як на джерело права. Відчуття національної гордості й патріотизму («При помочі Божій малоросіяне з гетьманом Богданом Зіновієм Хмельницьким кров'ю своєю освободили Малу Росію»), літературні метафори (порівняння окремішности судів з річковою системою) й інші поширюють значення цієї пам'ятки поза сферу історії права.
Копію «Суду і Розправи» з кінця 18 або з початку 19 ст. надрукував М. Василенко: «Матеріали до історії українського права», І (1929); рукописна копія 1791 зберігається у Державній публічній бібліотеці імені М. Салтикова-Щедріна в Ленінграді.